# Ахихик
Ахихик (исп. Ajijic) — город примерно в 5 км от города Чапала в штате Халиско, Мексика. Расположенный на северном берегу озера Чапала в окружении гор, умеренный климат в городе наблюдается круглый год. Население города 10 509 человек.

## География
Ахихик находится на высоте более 1,5 километров над уровнем моря, в центральной части Мексиканского нагорья.
Средняя температура воды в озере Чапала около 22 °C. Сезон дождей начинается в июне и продолжается до октября, среднее количество осадков 860 мм. Даже во время сезона дождей осадки выпадают, как правило, вечером или ночью.
Декабрь и январь — самые холодные месяцы, май — самый жаркий, однако разница температур невелика: в январе средняя температура составляет 24 °C, а в мае от 27 до 32 °C.

## История

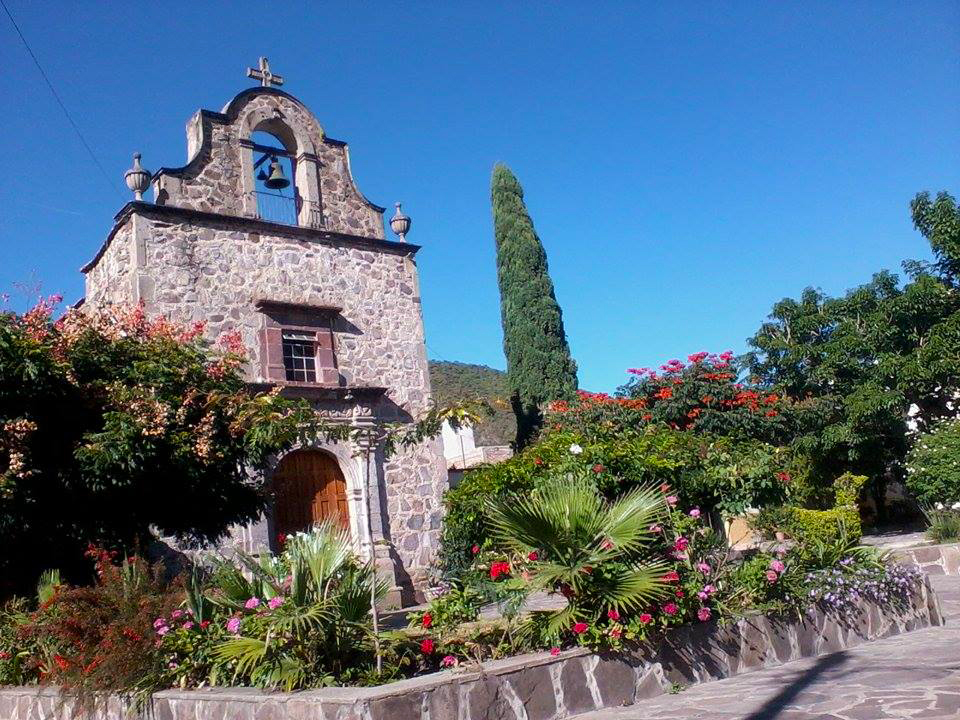
Часовня на главной площади города

Вплоть до прибытия испанцев, регион был населён кочевыми индейскими племенами, вероятно, племенем Кокас, которые поселились на северном берегу озера.
Население города, по состоянию на 2010 год, составляет 10509 человек. В Ахихике находится множество художественных галерей и сувенирных магазинов, ресторанов и гостиниц.

## Массовая культура
Американский писатель Дейн Чандос поселился в Ахихике до начала Второй мировой войны и написал здесь две книги о его жизни: Village in the Sun (1945) и House in the Sun (1949).
В Ахихике жил и умер в своём доме на 88 году жизни Фред Стейнер (1923—2011), известный американский композитор, дирижёр, оркестровщик, историк кино и аранжировщик для телевидения, радиовещания и кинематографа.